# Коллегия (Древний Рим)
Колле́гия (лат. collegium) в Древнем Риме представляла собой юридическое лицо, выполнявшее различные функции.
Коллегии могли представлять собой гильдии, общественные клубы или погребальные общества. На практике они иногда представляли собой организацию местных деловых людей и даже криминала, которые имели меркантильный или криминальный интерес в данном городском районе. Организация коллегии часто осуществлялась гражданским руководящим органом, олицетворением которого был сенат Рима. Зал заседаний коллегии часто назывался курией, так же, как зал заседаний Сената.
По закону[какому?] требовалось только три человека, чтобы создать коллегию. Единственным исключением была коллегия консулов, которая включала только двух человек.
В Риме всего было 4 главных религиозных коллегий (лат. quattuor amplissima collegia). Если упорядочить их по убыванию важности, это были:
- Pontifices (также известная как Коллегия понтификов);
- Augures;
- Quindecemviri;
- Epulones.

## Греческий эквивалент
В Древней Греции аналогом коллегий были этерии (греч. ἑταιρεία), которые существовали еще в VI веке до н. э.